# Karel Ferdinand Rudl
Karel Ferdinand Rudl (9. prosince 1853 Praha – 21. srpna 1917 tamtéž) byl český hudební skladatel.

## Život
Narodil se v rodině pražského tiskaře Josefa Rudla.
Studoval na Pražské konzervatoři u Viléma Blodka. Po absolvování školy v roce 1873 odešel na čas do Německa. Na počátku osmdesátých let se vrátil do Prahy a působil v několika pražských orchestrech. Stal se učitelem hudby na hudební škole Petra Maydla, korepetitorem v pěvecké škole Jana Ludvíka Lukese, až se posléze jako učitel hudby osamostatnil.
Účastnil se obrozeneckého hnutí. Pořádal koncerty ve prospěch Národní jednoty severočeské, komponoval písně a sbory pro sokolské akademie a publikoval v časopisech, zejména přispíval do Hudebních listů pro mládež.
Bratr Karla Ferdinanda, Josef Maria Rudl (1841–1917), byl známým rytcem not.

## Dílo

### Jevištní díla
- Vilma (opera)
- Rusovláska (opera)
- V Betlémě (melodram)
- Jarní věštby (lyrický obraz pro sokolské akademie)

### Písně
- Z doby máje
- Zlatá říše
- Vojínovo loučení
- Zaplakalo lesní ptáče

Komponoval i hudbu pro komorní obsazení, sbory a klavírní skladby. Pro výuku klavíru upravil technicky méně náročnou verzi písně Kde domov můj.